# Родовища вогнетривких глин
В Україні найцінніші в господарському відношенні глини є в межах Українського щита (Вінницька, Дніпропетровська, Запорізька, Черкаська, Кіровоградська та Хмельницька область) та у Північно-Західному Донбасі. Найбільші родовища вогнетривких глин — в Донецькій (Часово-Ярське, Новорайське) і Запорізькій (Пологівське) областях.
- Часовоярське родовище вогнетривких глин
- Кіровоградське родовище вогнетривких глин
- Веселівське родовище вогнетривких глин
- Новорайське родовище вогнетривких глин
- П'ятихатське родовище вогнетривких глин